# エドワード・シーモア (第8代サマセット公爵)
第8代サマセット公爵エドワード・シーモア（英語: Edward Seymour, 8th Duke of Somerset、1695年1月17日（洗礼日） - 1757年12月15日）は、イングランド貴族、地主。

## 生涯
第5代準男爵エドワード・シーモアとレティシア・ポパム（Letitia Popham）の長男として生まれ、1695年1月17日に洗礼を受けた。1712年3月15日、オックスフォード大学モードリン・カレッジに入学した。
1740年12月29日に父が死去すると、準男爵を継承した。1741年イギリス総選挙でトーリー党員としてソールズベリー選挙区から選出され、常に野党の一員として投票したが、次の1747年イギリス総選挙では立候補しなかった。
1744年に遠戚である第7代サマセット公爵アルジャーノン・シーモアの息子ジョージが死去すると、公爵がすでに60歳で妻フランシスも40歳を越えたため、エドワード・シーモアがサマセット公爵の爵位を継承する可能性が高まった。そして、1750年2月7日に第7代サマセット公爵が死去すると、エドワード・シーモアが第8代サマセット公爵になった。しかし、第7代サマセット公爵は広大な領土を娘エリザベスと甥チャールズ・ウィンダムの間で分割相続させるよう予め遺言を残していたため、第8代以降のサマセット公爵家は大地主ではなくなった。
1751年に王太子フレデリック・ルイスが死去したとき、その葬儀で喪主（Chief mourner）を務めた。また、1752年から1757年までウィルトシャー知事と北トレント巡回裁判官を務めた。1757年12月15日に死去、長男エドワードが爵位を継承した。

## 家族
1716年3月8日、メアリー・ウェブ（Mary Webb、1768年2月23日没、ダニエル・ウェブの一人娘）と結婚、4男1女をもうけた。
- エドワード（1717年 – 1792年）
- ウェブ（1718年 – 1793年）
- ウィリアム（1724年 – 1800年11月5日） - 1767年6月5日、ヘスター・マルトレイヴァース（Hester Maltravers、1812年5月没、ジョン・マルトレイヴァースの娘）と結婚、2男1女をもうけた。後の第16代サマセット公爵の先祖
- フランシス（英語版）（1726年 – 1799年） - 聖職者、1749年にキャサリン・ペイン（Catherine Payne、1801年12月24日没、ジョージ・ペイン（英語版）の娘）と結婚、子供あり
- メアリー（1762年7月21日没） - 1759年10月20日、ヴィンセント・ジョン・ビスコー（Vincent John Biscoe）と結婚、子供あり